# Гигич, Петар
Петар Гигич (серб. Петар Гигић; 7 марта 1997, Приштина, Союзная Республика Югославия) — сербский футболист, нападающий клуба Явор.

## Карьера
Гигич начал заниматься футболом в клубе «Раднички» из города Ниш. Затем он перешёл в молодёжную команду столичного ОФК.
18 апреля 2015 года Петар дебютировал в Суперлиге Сербии, выйдя на замену во встрече с «Доньи Сремом». В сезоне 2014/15 нападающий провёл ещё один матч.
8 мая 2016 года Гигич отметился первым забитым мячом, сравняв счёт в игре со «Спартаком» из Суботицы.